# 西戌昭福寺
西戌昭福寺，位于中国河北省邯郸市西戌镇，为邯郸市涉县的一个省级文物保护单位，类型为古建筑，公布时间为1993年7月15日。
西戌昭福寺的历史年代为明代。